# 栗林義信
栗林 義信（くりばやし よしのぶ、1933年8月15日 - ）は、クラシック音楽の声楽家（バリトン）。東京音楽大学名誉教授、日本藝術院会員。公益社団法人日本演奏連盟常任理事、特定非営利活動法人世界芸術文化振興協会副会長。二期会会員。

## 来歴
佐賀県生まれ。佐賀県立佐賀西高等学校から、東京都立大泉高等学校へ転出し、東京芸術大学へ進学。
学生の頃の日本はドイツオペラが主流だったが、芸大在学中にイタリアオペラを連日聞いて感銘を受け、大学の恩師藤原義江に「君はイタリアオペラ向きだ」と言われたこともあり、イタリアオペラを志すようになる。
1956年、大学在学中の23歳で初めて受けた第25回毎日音楽コンクール声楽部門で、第1位となる。1957年1月、日本初の声楽の派遣制度のコンクールである、海外派遣コンクール声楽の部で、8人中1位となる。同年東京藝術大学卒業、第4回文化放送音楽賞受賞。1958年、藤原歌劇団主催『トスカ』スカルピア男爵役でデビュー。1958年、北イタリアヴェルチェッリのヴィオッティ国際音楽コンクール金賞を受賞。これは、海外派遣コンクール受賞により、外国のコンクールの参加義務が生じ、海外コンクールに出場したものである。海外のコンクールを受ける日本人がほとんどいない時期であったという。以降、毎年一人ずつ海外へ派遣されるようになる。
1958年から1961年までイタリアに留学、日本人として初めてミラノ・スカラ座の研究生となる。1961年、都民劇場主催の「リゴレット」のタイトルロールを演じるために帰国。1962年、「イタリアの歌の歌唱」で大阪市民芸術賞を受賞。1963年、都民劇場で公演した『椿姫』が毎日芸術賞を受賞。
1969年、ソビエト連邦のレニングラードやウクライナのキエフ等の主要都市に招かれ、『リゴレット』や『椿姫』を客演する。1970年、外務省文化使節大使として東南アジアで夕鶴の公演に参加。1972年、東京芸術祭参加作品「蒼き狼」ジンギスカン役の演技歌唱により、毎日芸術賞受賞。1975年、第7回サントリー音楽賞受賞。1979年、日中友好協会の招きで「夕鶴」の中国公演に参加。
副会長をつとめる世界芸術文化振興協会主催のオペラとしては、2002年、オペラ「『聖徳太子』～和を以て貴しとなす」の蘇我馬子役のほか、2003年、オペラ『元禄のトラビアータ（椿姫）』音楽監督、2004年、オペラ『大正時代のボエーム』音楽監督、2005年、オペラ『雛祭りのフィガロの結婚』音楽監督等、以降、毎年のオペラで音楽監督をつとめる。
2007年に日本芸術院賞・恩賜賞を受賞し、2013年に日本藝術院会員へ選任される。
師匠は矢田部勁吉、柴田睦陸。ローマでは、パオレッティに師事。スカラ座では、N・ルッチ、E・ガンボガリアーニに師事。イタリア・オペラを得意とし、『リゴレット』のタイトルロールなどが多い。東京音楽大学教授を務め、2004年定年、名誉教授。元公益財団法人東京二期会理事長、元公益財団法人新国立劇場運営財団理事、元公益財団法人日伊協会理事、元公益財団法人日伊音楽協会常務理事。

## 人物
- 趣味はゴルフで、自宅の庭に鳥かごのような練習ネットを設置している。埼玉県の日高カントリークラブをホームコースの一つと呼んでいる。[10]
- 筑摩書房刊『世界音楽全集』第31巻には、美しく艶のある声であり、日本人にはまれな豊かな声量を持っているとされている。また、村田武雄により、技術力の高さと声の美しさに対する評価が記されている。[11]
- 妻の祖父に下位春吉がいる。

## 受賞
- 1956年、第25回毎日音楽コンクール声楽部門第1位[12]
- 1956年、海外派遣コンクール声楽の部で、8人中1位
- 1957年、第4回文化放送音楽賞
- 1958年、『トスカ』のスカルピア男爵役で、毎日音楽賞受賞
- 1958年、ヴィオッティ国際音楽コンクール金賞（最優秀バリトン歌手）
- 1962年、大阪市民芸術賞
- 1963年、『椿姫』が、第5回毎日芸術賞
- 1972年、『蒼き狼』のジンギスカン役で、第14回毎日芸術賞
- 1975年、第7回サントリー音楽賞[13]
- 1982年、第32回芸術選奨文部大臣賞
- 1988年、第16回ジロー・オペラ賞オペラ大賞
- 1999年、紫綬褒章
- 2007年、日本芸術院賞・恩賜賞
- 2013年、日本藝術院会員に選任[9]
- 2019年、旭日中綬章[14][15]

## 雑誌
- 財団法人高速道路調査会発行『高速道路と自動車』、「世界のハイウェイ6 イタリアの道路と自動車」[16]
- 週刊文春「わたしの道具遍歴　金のクラブ　銀のクラブ」1〜3 1996年4月-5月　-　趣味のゴルフ道具についてのエッセイ